# Тросцянка
Тросцянка (пол. Trościanka) — село в Польщі, у гміні Войславичі Холмського повіту Люблінського воєводства.
Населення — 60 осіб (2011).
У 1975-1998 роках село належало до Холмського воєводства.

## Демографія
Демографічна структура станом на 31 березня 2011 року:
|          | Загалом | Допрацездатний вік | Працездатний вік | Постпрацездатний вік |
| -------- | ------- | ------------------ | ---------------- | -------------------- |
| Чоловіки | 36      | 6                  | 22               | 8                    |
| Жінки    | 24      | 1                  | 9                | 14                   |
| Разом    | 60      | 7                  | 31               | 22                   |